# Glochidion curranii
Glochidion curranii är en emblikaväxtart som beskrevs av Charles Budd Robinson. Glochidion curranii ingår i släktet Glochidion och familjen emblikaväxter. Inga underarter finns listade i Catalogue of Life.